# أحمد سالم القصاب
أحمد سالم محمد خالد القصاب والمعروف بأحمد سالم إعلامي ومذيع لبناني في إذاعة وتلفزيون الكويت ويعتبر من الرعيل الأول والمؤسس لإذاعة الكويت وأول من قرأ نشرة أخبار التلفزيون يوم افتتاحه مع المذيع رضا الفيلي منذ الستينات الميلادية .

## المولد والنشئة
- ولد في مدينة طرابلس بشمال لبنان عام 1934 لوالد كان إمام مسجد وتعلم بمدرسة الشباب ونال الشهادة المتوسطة .
- التحق بنادي التمثيل والموسيقى واشترك في شبابه بالمسرح والتمثيل بعد انضمامه إلى نادي التمثيل والموسيقى في مدينة طرابلس مع شقيقته الفنانة المعروفة سهام رفقي وأسمها الحقيقي فاطمة القصاب بتشجيع من الفنان محمد سلمان .

## بدايات العمل الإعلامي
- أول عمل إذاعي قام به هي تمثيلية للإذاعة واستغرق التسجيل مدة شهر ونصف وكانت بعنوان جميل بثينة ثم اشترك بتمثيلية عاصفة على الحدود التي أذيعت في إذاعة دمشق .
- عمل بإذاعة الشرق الأدنى ببيروت لسنوات طويلة .
- أنتقل إلى مدينة جدة بالسعودية عام 1956 للعمل بإذاعة جدة مع زملاء له آخرين أمثال شريف العلمي وعارف شعث حيث تولى وظيفة مذيع ومخرج بإذاعة جدة .
- عام 1960 انتقل للعمل بإذاعة الكويت وأستمر منذ ذلك الحين حتى توفي بالكويت .

## البرامج التي قدمها
منذ عمله بالكويت قدم برامج كثيرة وأشتهر بها مثل :
- برنامج قاتل الاحرار .
- برنامج حقيقة الاخبار .
- برنامج اخبار جهينة وقام بتقديمه منذ عام 1973 مع الاعلامية ناعسة الجندي ولمدة 25 عاما .
- قدم برنامج نافذة على التاريخ وأشتهر به وكان يكتب الحلقات درويش الجميل وأستمر البرنامج منذ الثمانينات حتى توفي عام 2012 وشارك فيه غانم الصالح وسعاد عبد الله وجمال الردهان وعلي المفيدي وأحمد السلمان ومريم الصالح وأحمد الصالح ونور الهدى صبري وناعسة الجندي وجاسم النبهان وباسمة حمادة ومحمد حسن (ممثل) وعبد الإمام عبد الله وإبراهيم الصلال وغيرهم .
- قدم برامج عدة مثل مكارم الأخلاق وهمسات الليل ومجالس العرب والقدس لنا والنبأ الحق .[2]

## جوائز وتكريم
حصل على جائزة الابداع في مسابقة القدس لمهرجان القاهرة للإذاعة والتلفزيون عن تقديمه لبرنامج القدس لنا والذي حصلت من خلاله اذاعة الكويت على الجائزة الذهبية .

## وفاته
توفي الإعلامي والمذيع أحمد سالم في صباح يوم 9 / 9 / 2012 عن عمر 78 عام في الكويت

## وصلات خارجية
- جريدة النهار - احمد سالم
- الهرم الإعلامي القدير والحنجرة المتميزة أحمد سالم
- وعند «أحمد»... الخبر اليقين[وصلة مكسورة]
- احمد سالم يوتيوب